# Pont-du-Casse
Pont-du-Casse [pɔ̃ dy kas] ist eine französische Gemeinde mit 4.192 Einwohnern (1. Januar 2022) im Département Lot-et-Garonne in der Region Nouvelle-Aquitaine. Sie gehört zum Arrondissement Agen und zum Kanton Agen-1. Die Einwohner werden Cassipontins genannt.

## Geografie
Pont-du-Casse liegt wenige Kilometer nordöstlich von Agen. Das Gemeindegebiet wird vom Flüsschen Masse d’Agen und seinem Zufluss Ruisseau d’Aurandane durchquert. Umgeben wird Pont-du-Casse von den Nachbargemeinden Foulayronnes im Norden und Westen, Bajamont im Nordosten, Sauvagnas im Osten und Nordosten, Bon-Encontre im Süden und Südosten sowie Agen im Südwesten.
Durch die Gemeinde führt die frühere Route nationale 656.

## Bevölkerungsentwicklung
| 1962 | 1968 | 1975 | 1982 | 1990 | 1999 | 2006 | 2011 | 2018 |
| ---- | ---- | ---- | ---- | ---- | ---- | ---- | ---- | ---- |
| 802  | 1798 | 2860 | 4092 | 4479 | 4259 | 4306 | 4299 | 4176 |

## Sehenswürdigkeiten

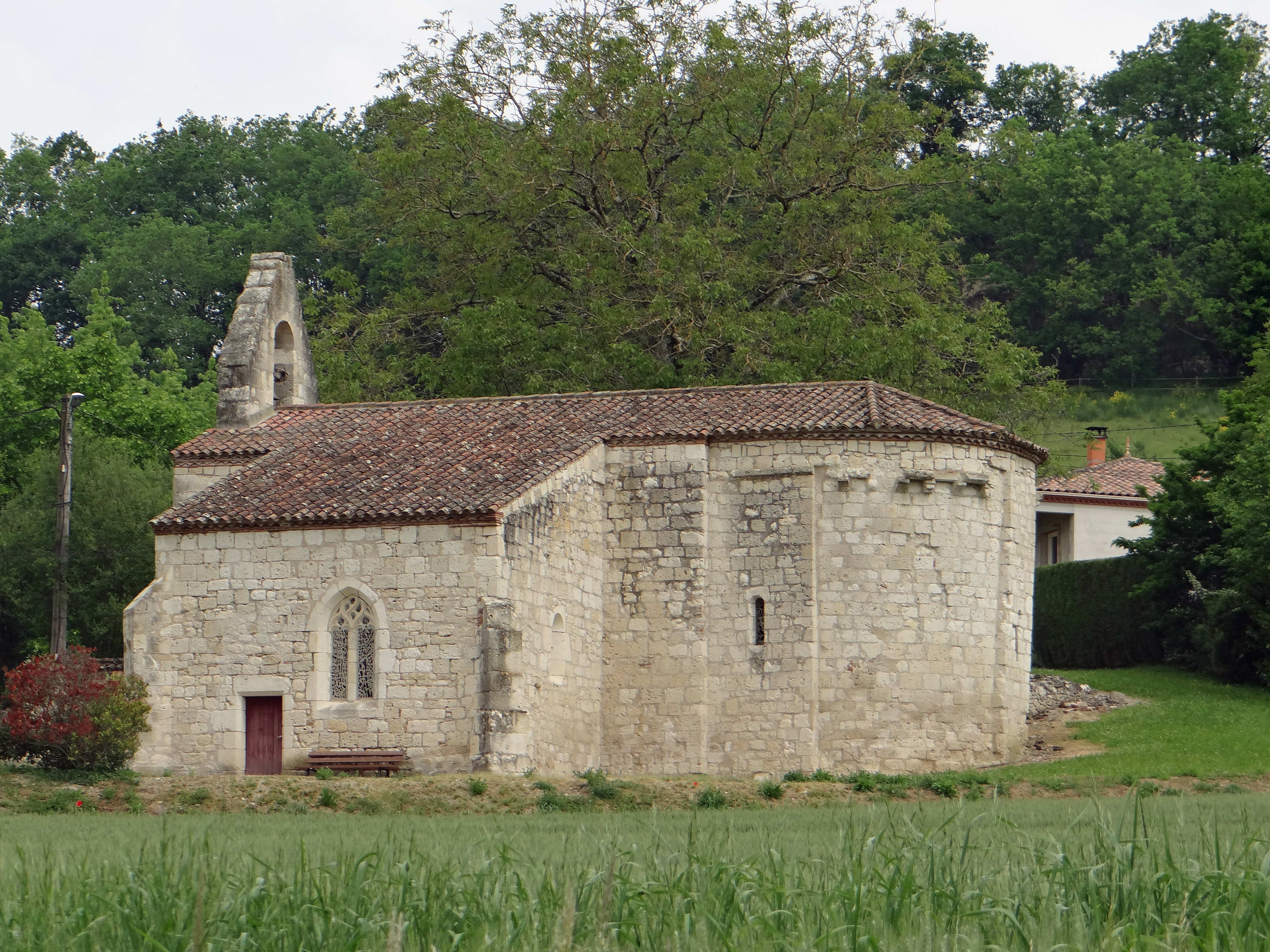
Kirche Sainte-Foy-de-Jérusalem

- Kirche Sainte-Foy-de-Jérusalem
- Botanischer Garten

## Gemeindepartnerschaften
Mit folgenden Gemeinden bestehen Partnerschaften:
- Talla, Provinz Arezzo, Toskana, Italien, seit 1988
- Llançà, Provinz Girona, Katalonien, Spanien, seit 1994
- Tenbury Wells, Worcestershire (England), Vereinigtes Königreich
- Dafonsico, Portugal, seit 2004